# 6014 Chribrenmark
6014 Chribrenmark este un asteroid din centura principală, descoperit pe 7 august 1991, de Henry Holt.